# Гаазький договір (1794)
Гаазький договір був укладений 19 квітня 1794 року між Великою Британією та Голландією з одного боку та Пруссією з іншого з метою активізації військових дій Пруссії проти Франції в межах війни першої коаліції.
Відповідно до того договору Пруссія зобов'язувалася збільшити кількість військ, що брали участь у бойових діях проти Франції, до 62,4 тисяч осіб. Право рішення щодо того, де і як їх використовувати, залишалося за Британією й Голландією. Зі свого боку, ті держави зобов'язались виплачувати Пруссії субсидії до кінця 1794 року. Фактично Велика Британія та Голландія отримали право користуватися прусською армією як найманим військом та розпоряджатись усіма її здобутками.
Однак початок польського повстання під проводом Тадеуша Костюшка змусив Пруссію порушити зобов'язання та спрямувати війська не до Бельгії на допомогу австрійцям, як того вимагала Велика Британія, а до Польщі. Після розгрому французами влітку 1794 австрійських військ у Бельгії британський уряд припинив подальше субсидування Пруссії й оголосив про денонсацію договору.